# Maz Reza
Mazraeh-ye Ali Ben-e Musa ol Reza (em persa: مزرعه علي بن موسي الرضا, também romanizado como Mazra'eh-ye 'Alī Ben-e Mūsá ol Reẕā e Mazra'eh-ye' Alī Ben-e Mūsá ou Reẕā; também conhecida como Mazra'eh-ye Chāh Kermānī) é uma vila no distrito rural de Garmsir, no distrito central do condado de Ardestan, província de Isfahan, Irã. No censo de 2006, sua população era de 16, em 5 famílias.